# جورجیا هرست
جورجیا هرست (انگلیسی: Georgia Hirst؛ زادهٔ ۲۶ دسامبر ۱۹۹۴) بازیگر اهل بریتانیا است.